# Burkheart Ellis
Burkheart Ellis, född 18 september 1992, är en friidrottare från Barbados. Han deltog vid olympiska sommarspelen 2016.